# Kalkhoornbloem
De kalkhoornbloem (Cerastium brachypetalum) is een eenjarige plant die behoort tot de anjerfamilie (Caryophyllaceae). Het is een plant van droge, kalkrijke grond, die van nature de plant voorkomt in Eurazië. In België is de plant zeldzaam. In Nederland komt de plant voor in Zuid-Limburg. Ze staat op de Nederlandse Rode lijst van planten als zeer zeldzaam en stabiel of iets toegenomen.
De plant wordt 5-35 cm hoog en is behaard met grijze haren. De langwerpig-eironde, 4-15 mm lange en 1,5-5 mm brede bladeren zijn grijsgroen.
De kalkhoornbloem bloeit van mei tot juli met witte bloemen. De 6-9 mm grote kroonbladen zijn even lang of korter dan de vrijstaande kelkbladen. Het kroonblad is diep uitgerand en de nagel is gewimperd. De helmdraden zijn behaard. De bloeiwijze is een gevorkt bijscherm met drie tot dertig bloempjes. De lancetvormige schutblaadjes zijn dicht behaard met haren of klierharen.
De vrucht is een 5-7 mm grote doosvrucht, waarvan de stelen minimaal twee keer zo lang zijn als de kelkbladen. De doosvrucht springt met tien tanden open. De bleekbruine zaden zijn 0,5 mm groot.

## Namen in andere talen
- Duits: Bärtiges Hornkraut
- Engels: Grey Mouse-ear
- Frans: Céraiste de tenore, Céraiste de Tenore